# Eskdale
Eskdale är en dal och civil parish i västra Lake Districts nationalpark i kommunen Cumberland i Cumbria, England. Floden Esk rinner igenom dalen till Ravenglass. Dalen är speciell eftersom den är en av de få större dalarna i distriktet som inte har sin egen sjö, även om det finns några vattenkällor runt om.
Eskdale är en av de mest populära turistattraktionerna i Lake District och järnvägen Ravenglass and Eskdale går igenom dalen.